# Тренкадис
Тренкадис (исп. trencadís) — техника «ломаной» мозаики, составленной из фрагментов керамики (посуды, изразцов) и стекла. Типична для архитектуры каталонского модернизма.
Каталонские архитекторы Антонио Гауди и Жузеп Мария Жужоль использовали тренкадис во многих своих проектах, лучшие из которых расположены в Барселоне.

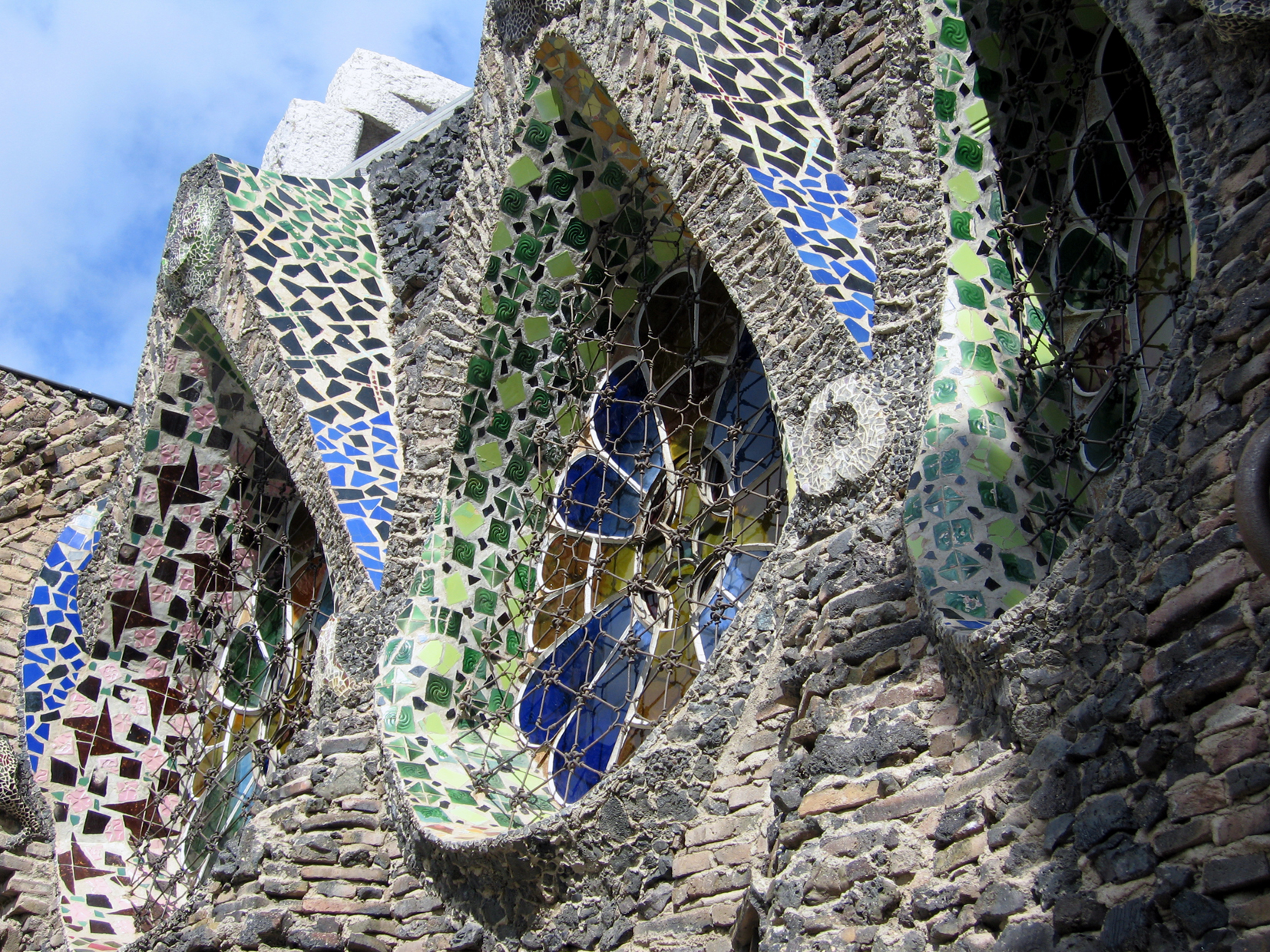
Склеп в Колонии Гуэль.
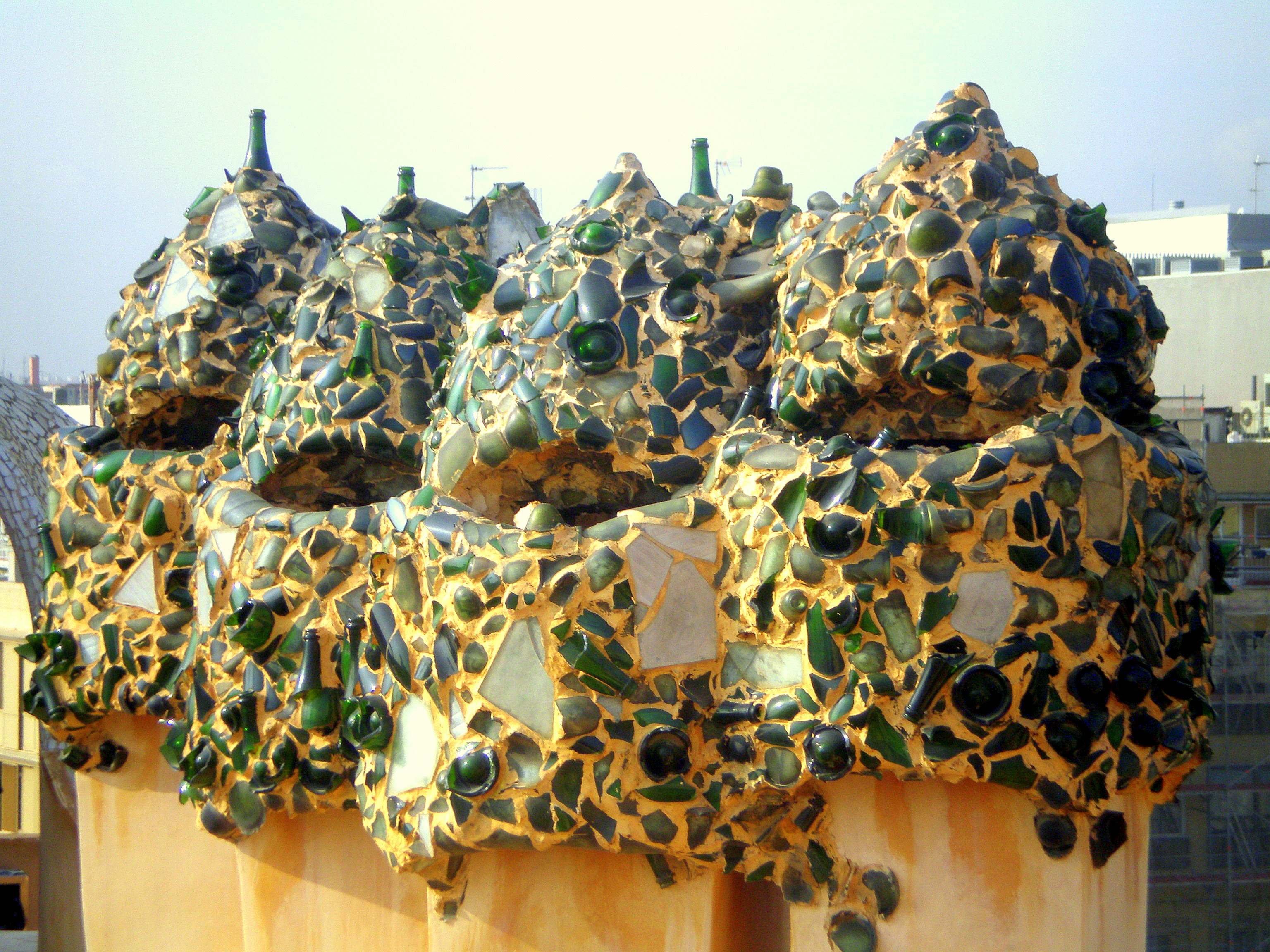
Крыша Дома Мила; фрагменты бутылок используются вместо плитки.
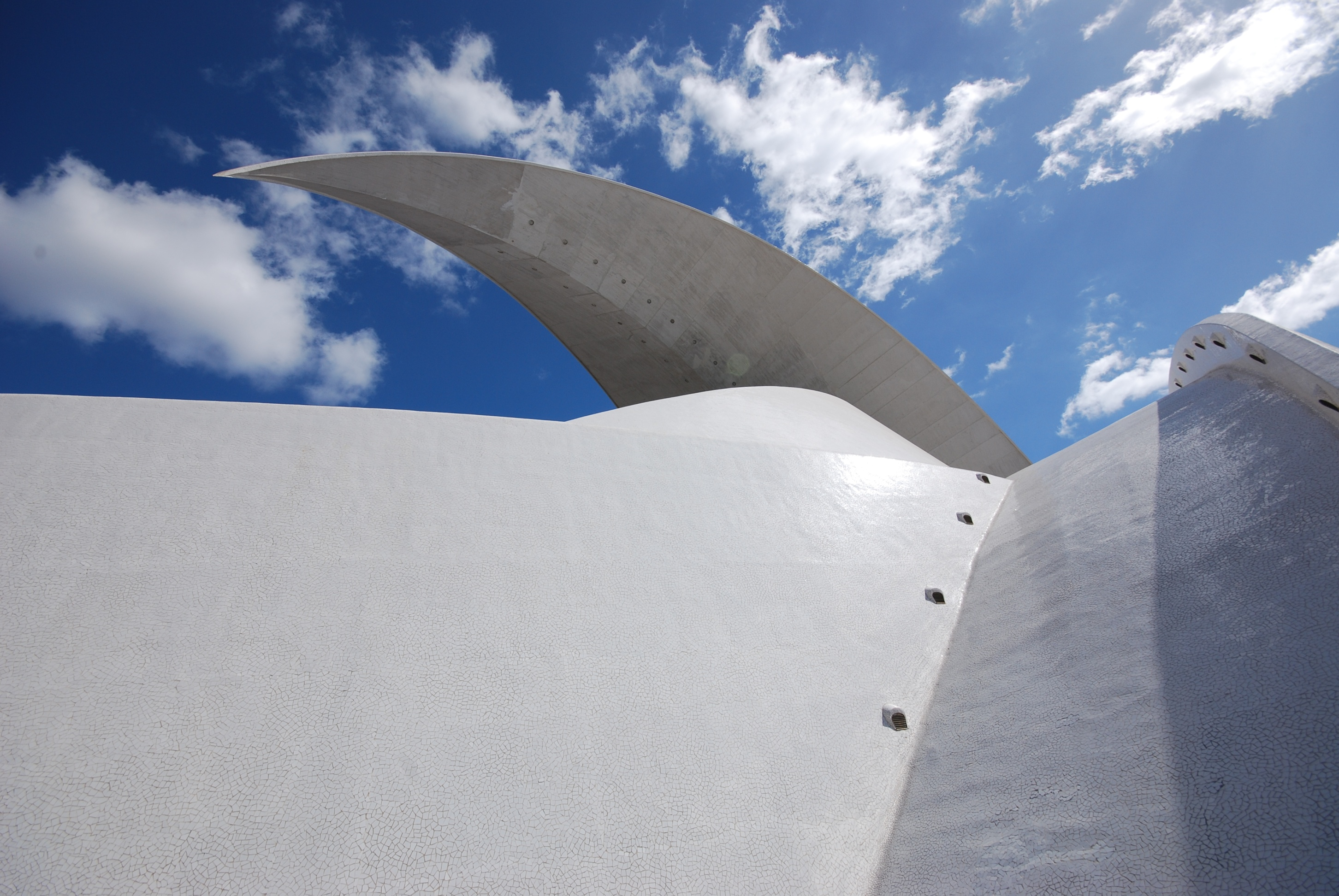
Аудиторио-де-Тенерифе.
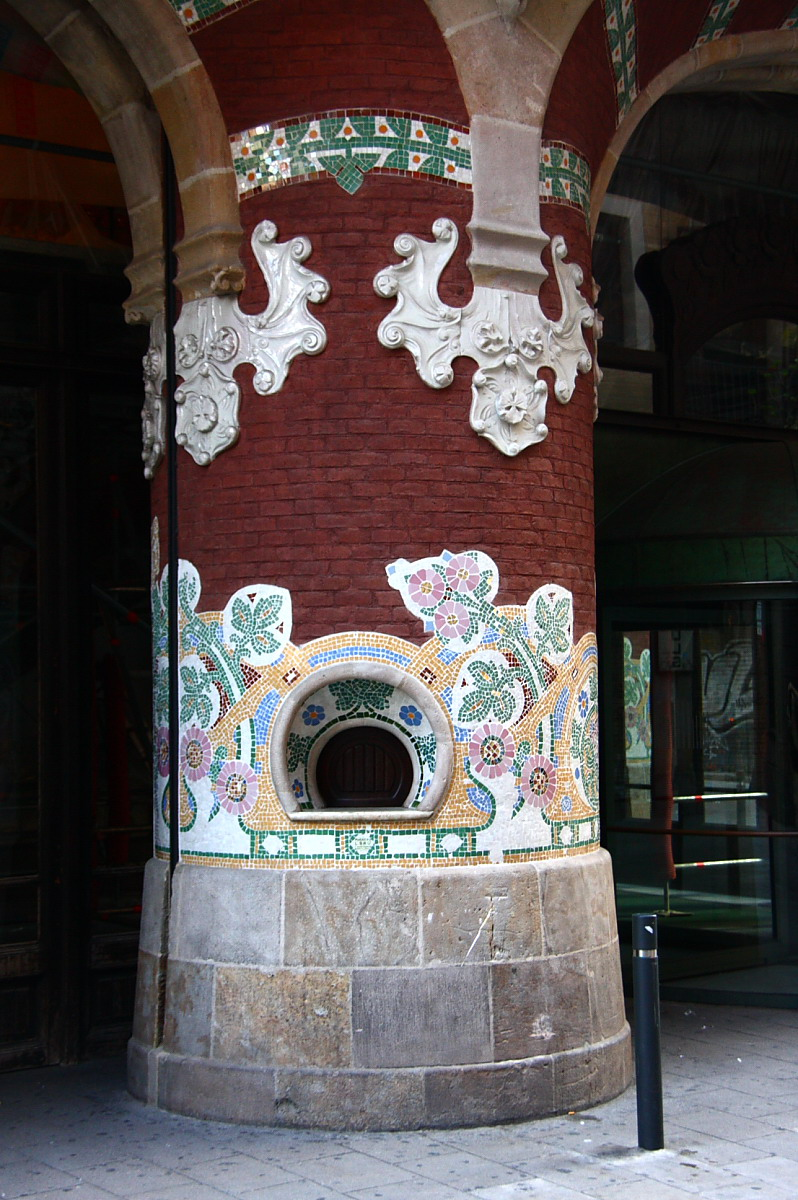
Касса Дворца каталонской музыки, созданная Луисом Брю.
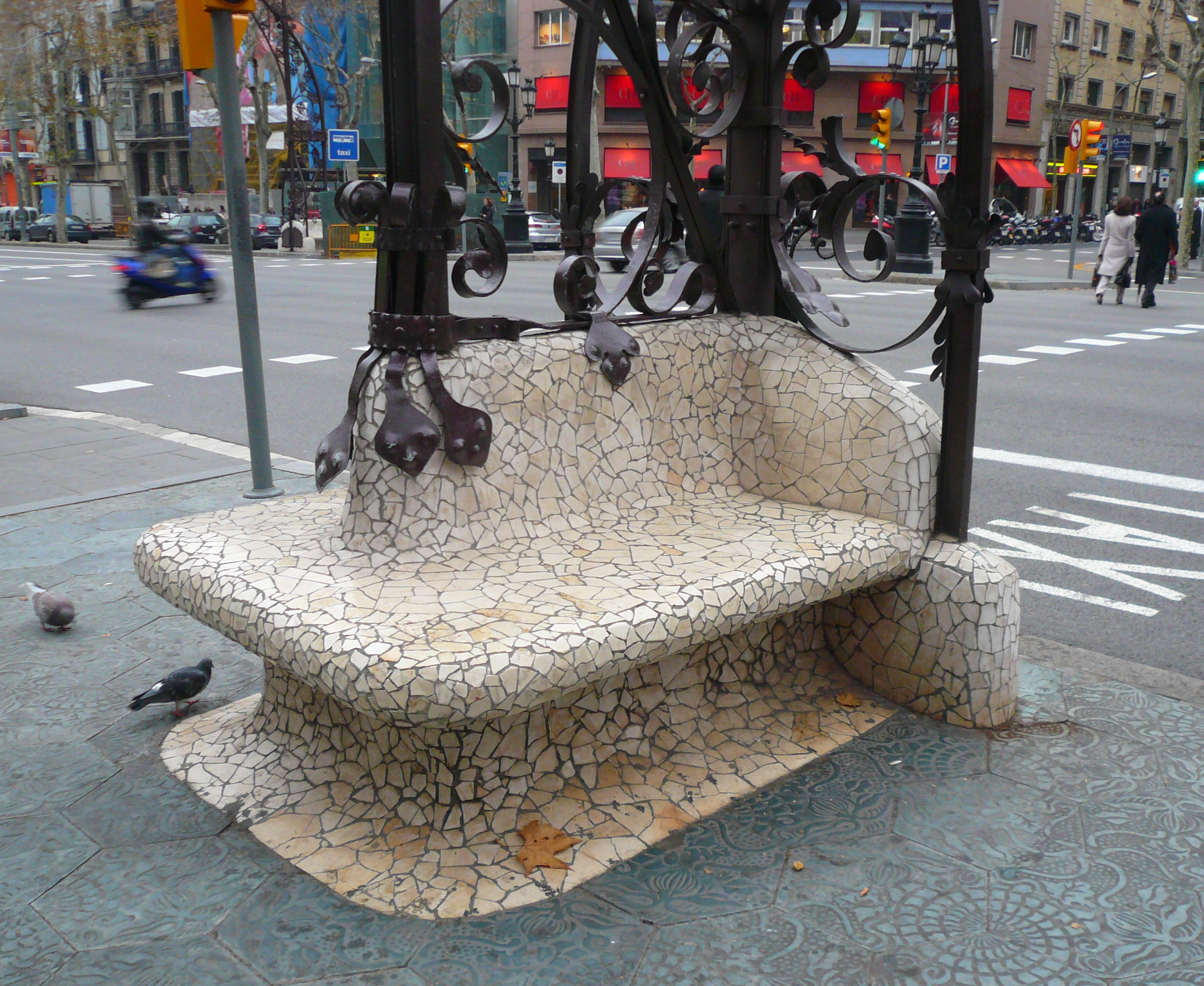
Скамейка-фонарный столб.
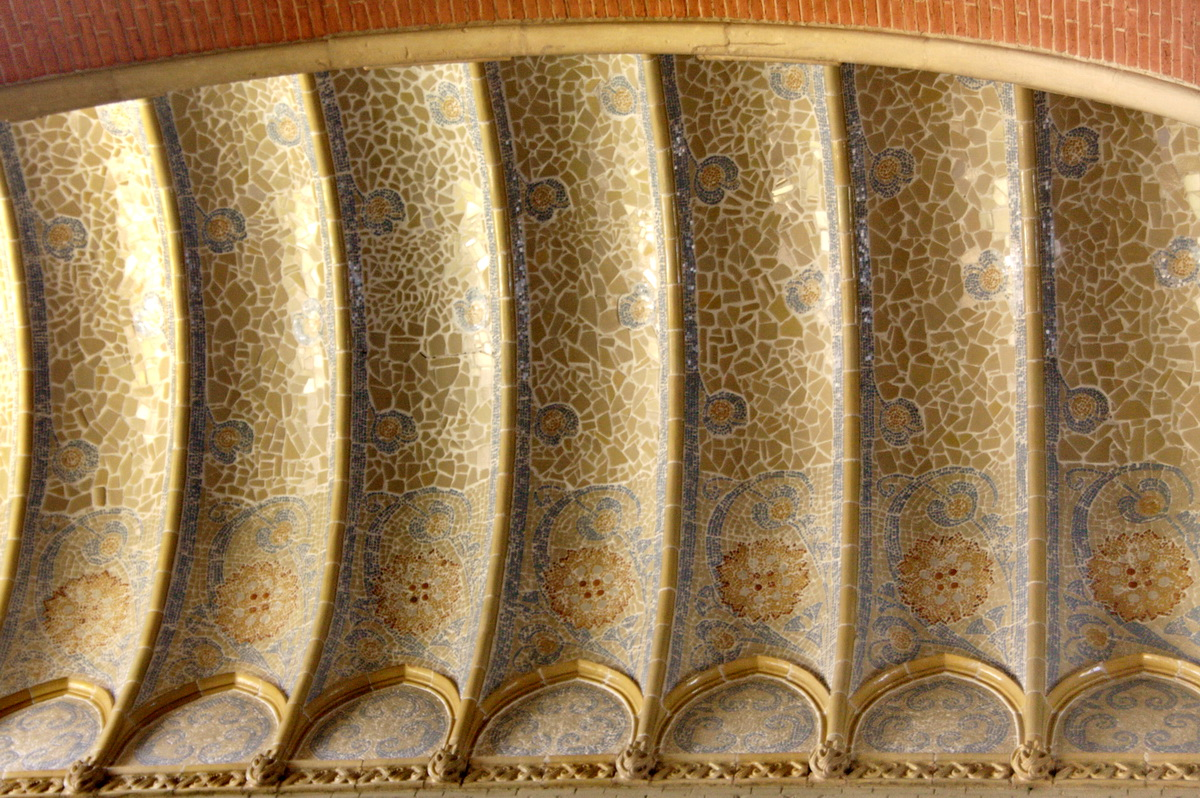
Зал больницы Сант-Пау мозаиста Марио Маральяно.